# 櫻桃谷 (加利福尼亞州)
櫻桃谷（英語：Cherry Valley）是位於美國加利福尼亞州河濱縣的一個人口普查指定地區。

## 地理
櫻桃谷的座標為33°58′29″N 116°58′13″W / 33.97472°N 116.97028°W，而該地最高點為海拔高度860米（即2821英尺）。

## 人口
根據2010年美國人口普查的數據，櫻桃谷的面積為20.944平方千米，均為陸地。當地共有人口5891人，而人口密度為每平方千米281人。